# Trosečníci
Trosečníci (v anglickém originále Angel One) je jedna z epizod první sezóny seriálu Star Trek: Nová generace, která byla v České republice při své premiéře odvysílána jako patnáctá v pořadí, zatímco ve Spojených státech jako čtrnáctá.

## Příběh
Posádka lodi USS Enterprise D pátrá po nákladní lodi Odin, která se před sedmi lety srazila s asteroidem. Loď přitom objeví planetu Angel jedna. Vládnou zde jen ženy, přičemž muži vykonávají podřadnější funkce. Kapitán Jean-Luc Picard rozhodne, že s obyvateli planety naváží diplomatické vztahy. Vláda na Angelu jedna ale neprojeví o kontakt s lodí Federace žádný zájem. Výsadku povolí pouze krátký pobyt. Proto se Deanna Troi, William Riker, Tasha Yarová a Dat přenesou na povrch. Setkají se s vládkyní jménem Beata. Deanna se jí pokouší vysvětlit, že pokud najdou trosečníky nákladní lodi, vezmou je sebou a odletí. Beata se ale chová odměřeně, trvá na projednání věci tamější radou.
Na palubě Enterprise se zatím objevuje neznámá nákaza. Má projevy jako chřipka a postupně se infikuje třetina hlavní posádky. Doktorce Crusherové se nedaří najít protilátku. Je proto ohrožen transport výsadku, případně i trosečníku Odinu, zpět na palubu. Loď právě obdrží zprávu, že několik romulanských lodí proniklo do romulanské Neutrální zóny. Federace potřebuje Enterprise na místě, pro všechny případy.
Po jednání rady Beata prozradí výsadku, že trosečníci jsou skutečně na planetě, ale žijí mimo dosah jejich říše. Jsou to čtyři muži, a jsou zde považováni za uprchlíky. Beata sdělí, že čtveřice trosečníků svým chováním narušila jejich přirozený řád. Dat na palubě vyzkouší čtveřici na povrchu lokalizovat. Lodním počítačem skenuje druh materiálu nákladní lodi, který se na Angelu nenachází. Najde tak jejich umístění na povrchu. Pak se Dat, Tasha a Troi přepraví na určené souřadnice, kde najdou jejich tábor. Jeden z mužů, Ramsey, prohlásí, že nikdo z nich nemá zájem se vrátit. Založili zde totiž rodiny. Deanna s Tashou jsou šokovány, nákladní loď ale nepodléhá předpisům Federace ani Základní směrnici.
Riker mezitím naváže důvěrnější vztah s Beatou. Ta nechá všechny trosečníky zatknout, protože nechtějí planetu opustit. Čtveřice je odsouzena k smrti. Beatini pomocníci odhalí, že jejich kolegyně Ariel chtěla trosečníky varovat. S vůdcem čtveřice jsou totiž manželé. Koná se rada, která rozhoduje o popravě. Riker se ujímá slova. Oznámí, že popravou by z nich udělali mučedníky. Ramsey a jeho společníci jsou posly velkých změn v uspořádání společnosti na Angelu. Beatu to nakonec přesvědčí a nechá změnit rozsudek smrti na vyhnanství. Z Enterprise se ozve doktorka Crusherová, které se podařilo najít protilátku proti viru. Nyní už nic nebrání k transportu zpět. Na palubě pak Riker dá povel k cestě k Neutrální zóně.